# Chromatomyia dryoptericola
Chromatomyia dryoptericola este o specie de muște din genul Chromatomyia, familia Agromyzidae, descrisă de Mitsuhiro Sasakawa în anul 1961. Conform Catalogue of Life specia Chromatomyia dryoptericola nu are subspecii cunoscute.